# Alopiopsis
Alopiopsis es un género extinto de tiburón de la familia Carcharhinidae, del orden Carcharhiniformes. Fue reconocido por Paolo Lioy en 1865.
Los fósiles de este género datan de hace más de 40 millones de años.

## Especies
Especies reconocidas del género:
- Alopiopsis plejodon Lioy 1865

### Lectura recomendada
- Phyletic studies; part I; tiger sharks. Revista, vol. 2, núm. 1 (1978), p. 55-64. Universidad Nacional Autónoma de México.